# 美登英利
美登 英利（みと ひでとし）は、日本のグラフィックデザイナー。mitografico（ミトグラフィコ）主宰。
グラフィックデザインを中心に企業・店舗などのロゴタイプ、書、墨画、イラストレーション等の制作を手がける。一般社団法人日本デザイン書道作家協会アドバイザー。

## 略歴
- 1955年 愛媛県生まれ。
- 1985年 グラフィックデザイン事務所 mitografico（ミトグラフィコ）設立。
- 1987年 ファッションブランド「藍」のロゴタイプで日本タイポグラフィ年鑑ベストワークス賞を受賞
- 1991年 書の個展を京都三越、宝塚西武百貨店他各地で開催
- 1991年 書をモチーフとしたポスター「花」「水」「鴬」で国際タイポグラフィ年鑑グランプリを受賞
- 1991年 「日本の伝統音楽」CDジャケットデザインで国際タイポグラフィ年鑑入賞
- 1992年 ポスター「色相の詩学展」「ポップ・アート展」で神奈川ポスター展優秀賞受賞（川崎市民ミュージアム収蔵）
- 1998年 世界医師学会主催、核廃絶運動シンポジウムにポスター出展
- 1999年 「書の印象 美登英利一人展」を神田・文房堂ギャラリーにて開催
- 2000年 「陶器と書二人展」開催
- 2005年 「タイポグラフィ学会」に発起人会員として参画
- 2009年 「詩と書二人展」開催
- 2011年 一般社団法人日本デザイン書道作家協会アドバイザー就任
- 2011年 日中韓タイポグラフィの祭典（タイポジャンチ）に出展

## 主な仕事
- 株式会社ハーバー研究所 HABAロゴタイプ
- 「ワールドミュージックライブラリー」シリーズ（キングレコード株式会社）CDグラフィックデザイン
- 株式会社デルフォニックス コーポレートグラフィック・『デルフォニックス文房具の本』（パルコ出版）装丁
- 『J.S.バッハ カンタータ全集』バッハ・コレギウム・ジャパン（株式会社キングインターナショナル）CDグラフィックデザイン
- 『J.S.バッハ 管弦楽集』バッハ・コレギウム・ジャパン（株式会社キングインターナショナル）CDグラフィックデザイン
- 『J.S.バッハ 8大宗教曲集』バッハ・コレギウム・ジャパン（株式会社キングインターナショナル）CDグラフィックデザイン
- 『伊福部昭の芸術 20周年記念BOX』（キングレコード株式会社）CDグラフィックデザイン
- Taiwan excellence official mook『すごいぞ台湾』（株式会社情報センター出版局）
- 上川大雪酒造 コーポレートグラフィック

## 著作
- 書の作品集『美登英利作品集 sho by mito』1990年
- 書の作品集『書林 美登英利作品集』2009年
- 『 西野 洋 思考と形象』共著 2016年